# NGC 983
NGC 983 (другие обозначения — NGC 1002, UGC 2133, MCG 6-6-70, ZWG 523.79, IRAS02358+3424, PGC 10034) — спиральная галактика с перемычкой (SBb) в созвездии Треугольник.
Этот объект занесён в новый общий каталог несколько раз, с обозначениями NGC 983, NGC 1002.
Этот объект входит в число перечисленных в оригинальной редакции «Нового общего каталога».
Эдуар Стефан при наблюдении галактики неправильно определил свою звезду сравнения, которую он использовал для измерения координат объектов, поэтому координаты NGC 983 получились неправильными. Когда Стефан через 10 лет наблюдал за этой же галактикой, он не повторил своей ошибки, поэтому объект был занесён в Новый общий каталог ещё раз под обозначением NGC 1002, как другая галактика с другими координатами. Редактор «Mohtly Notices» заметил ошибку со звездой сравнения, но допустил ошибку в 10 минут при исправлении координат NGC 983. Только в 1916 году, когда Э. Эсмиол свёл все наблюдения Стефана к равноденствию 1900 года, стало ясно, что NGC 983 и NGC 1002 являются одной и той же галактикой.
Галактика NGC 1002 входит в состав группы галактик NGC 973. Помимо NGC 1002 в группу также входят ещё 21 галактика.